# Philip Ruddock
Pour les articles homonymes, voir Ruddock.
Philip Maxwell Ruddock, né le 12 mars 1943 à Canberra, est un homme politique australien, membre du Parti libéral. 

## Biographie
Philip Ruddock est élu député à la Chambre des représentants en 1973 et conserve son siège jusqu'en 2016. Il est membre du cabinet fantôme de 1983 à 1985 et 1989 à 1996.
Il entre au gouvernement comme ministre de l'Immigration et des Affaires multiculturelles en 1996 dans le cabinet de John Howard. Il est ensuite procureur général (ministre de la Justice) du 7 octobre 2003 au 3 décembre 2007.
Il est élu maire du comté de Hornsby le 10 septembre 2017 et réélu le 4 décembre 2021.